# Stefano Mancinelli
Stefano Mancinelli (nacido el 17 de marzo de 1983 (42 años) en Chieti, Italia)  es un jugador italiano de baloncesto. Con 2.03 de estatura, juega en la posición de ala-pívot en el Fortitudo Bologna de la Serie A2. Fue capitán de la Selección de baloncesto de Italia

## Carrera profesional
Mancinelli se unió a la Fortitudo Bologna en 2000, e hizo su debut en la Liga Italiana el 14 de abril de 2001, contra Viola Reggio Calabria. Él era el capitán de la Fortitudo desde 2005 hasta 2009, siendo el anterior capitán del equipo, Gianluca Basile. Con Fortitudo, perdió la final de la Euroliga contra Maccabi Tel Aviv B.C. en 2004. Sin embargo, ganó la Liga italiana con Fortitudo en 2005 contra el Olimpia Milano. También ganó la Supercoppa Italiana di Pallacanestro Maschile en 2005.
En 2007, Mancinelli participó con los Portland Trail Blazers durante la NBA Summer League en Las Vegas, Nevada.
En agosto de 2009, se incorporó a Olimpia Milano. En el verano de 2012, Mancinelli y Olimpia separaron sus caminos y se convirtió en agente libre.
En agosto de 2013, firmó un contrato de tres años con PMS Torino.

## Selección Italiana
Mancinelli es también miembro de la selección italiana absoluta. Con el equipo nacional junior de Italia, llegó al cuarto lugar en el Campeonato de Europa Sub-18 del 2000, y también participó con el equipo nacional junior de Italia en el Campeonato de Europa Sub-20 del 2002. Ganó la medalla de bronce en los Juegos Mediterráneos del 2001.
En 2005, el seleccionador del equipo nacional Carlo Recalcati, le convoca para el Eurobasket 2005, y al año siguiente fue miembro del equipo en el Campeonato Mundial de Baloncesto de 2006. También jugó el Eurobasket 2007. En 2011 fue convocado para el Eurobasket 2011 y el Eurobasket 2013 se lo perdió por problemas físicos.
Durante un partido amistoso entre Canadá e Italia el 1 de agosto de 2009, Mancinelli dio un codazo al jugador canadiense Aaron Doornekamp en la parte posterior de la cabeza. Doornekamp se tiró al suelo y Mancinelli se fue hacia él, lo que desató una numerosa pelea entre ambos equipos que conllevó a numerosas multas a ambas selecciones.

## Palmarés clubes
- Serie A2 Gold 2014-2015
- LEGA 2005
- Supercoppa Italiana di Pallacanestro Maschile 2005-2006
- Medalla de Bronce en los Juegos Mediterráneos de 2001